# Villa Charcas (gemeente)
Villa Charcas is een gemeente (municipio) in de Boliviaanse provincie Nor Cinti in het departement Chuquisaca. De gemeente telt naar schatting 17.560 inwoners (2018). De hoofdplaats is Villa Charcas.

## Indeling
De gemeente bestaat uit de volgende kantons:
- Cantón Huajlaya - 11 Vicecantones - 3.344 inwoners (2001)
- Cantón Incahuasi - 20 Vicecantones - 10.358 inw.
- Cantón Santa Elena - 24 Vicecantones - 6.611 inw.
- Cantón Pucara de Yatina - 11 Vicecantones - 3.081 inw.